# Simon Biwott
Simon Biwott (Kenia, 3 de marzo de 1970) es un atleta keniano, especialista en la prueba de maratón, en la que ha logrado ser subcampeón mundial en 2001.

## Carrera deportiva
En el Mundial de Edmonton 2001 ganó la medalla de plata en la maratón, corriendo los 42,195 km en un tiempo de 2:12:43 segundos, llegando a la meta tras el etíope Gezahegne Abera y por delante del italiano Stefano Baldini (bronce).